# Bassus pilosus
Bassus pilosus är en stekelart som först beskrevs av Vladimir Ivanovich Tobias 1976.  Bassus pilosus ingår i släktet Bassus och familjen bracksteklar. Inga underarter finns listade.